# 오토 빌헬름 토메
오토 빌헬름 토메(독일어: Otto Wilhelm Thomé, 1840년 3월 22일~1925년 6월 26일)는 쾰른 출신의 독일의 식물학자이자 식물 삽화가이며, 《독일, 오스트리아, 스위스의 학교 및 가정용 식물집》(Flora von Deutschland, Österreich und der Schweiz in Wort und Bild für Schule und Haus)이라는 이름의 식물 삽화집으로 가장 잘 알려져 있다. 이 개요서는 총 572개의 식물 삽화가 포함된 4권 중 첫 번째 책으로 1885년 독일 게라에서 출판되었다. 1903년 발터 미굴라가 8권을 더 추가하여 재출판했다. 그는 1897년부터 1899년까지 쾰른 경영대학의 교장을 역임했다.

## 작품

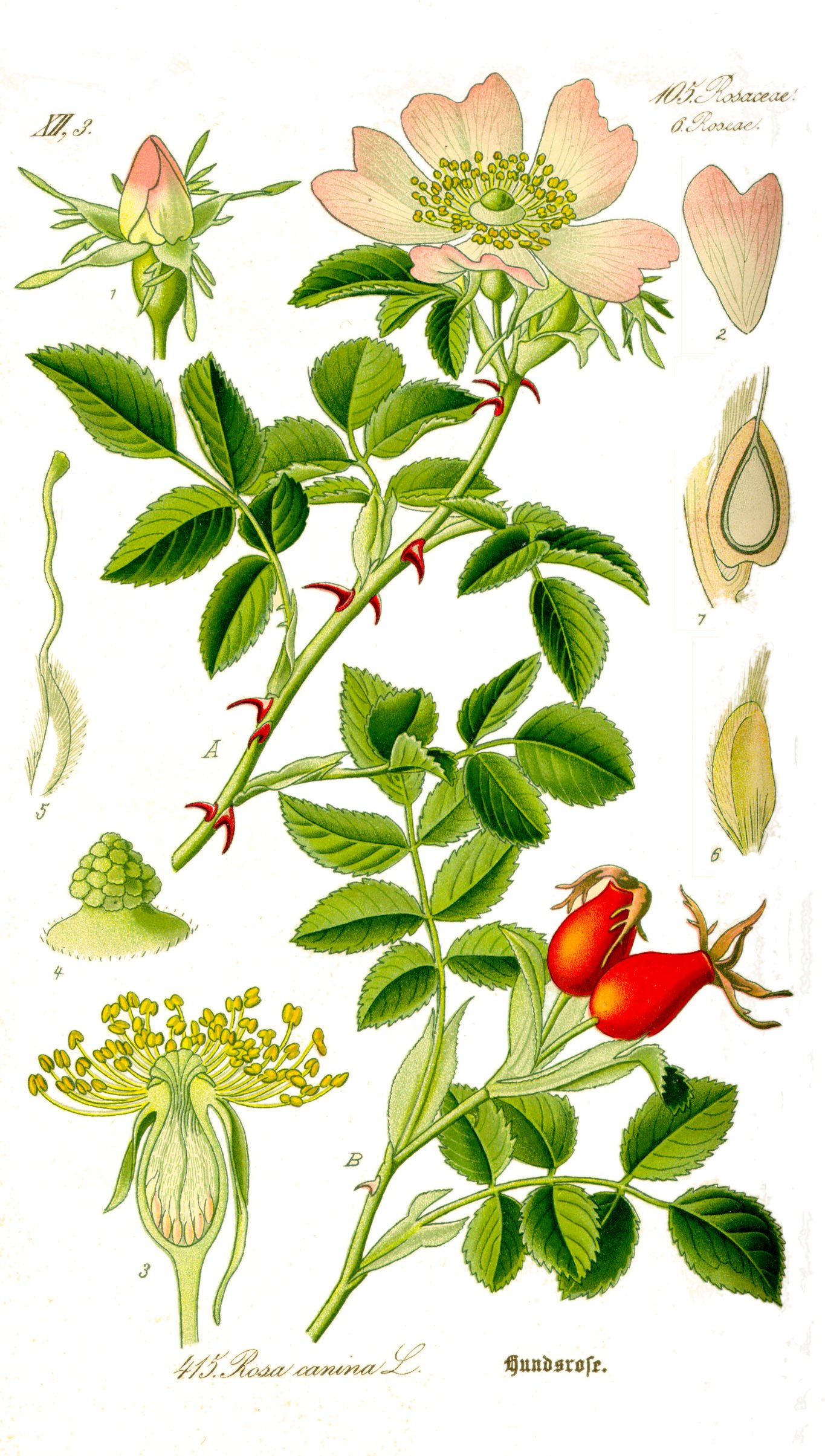
개장미(Rosa canina L.)
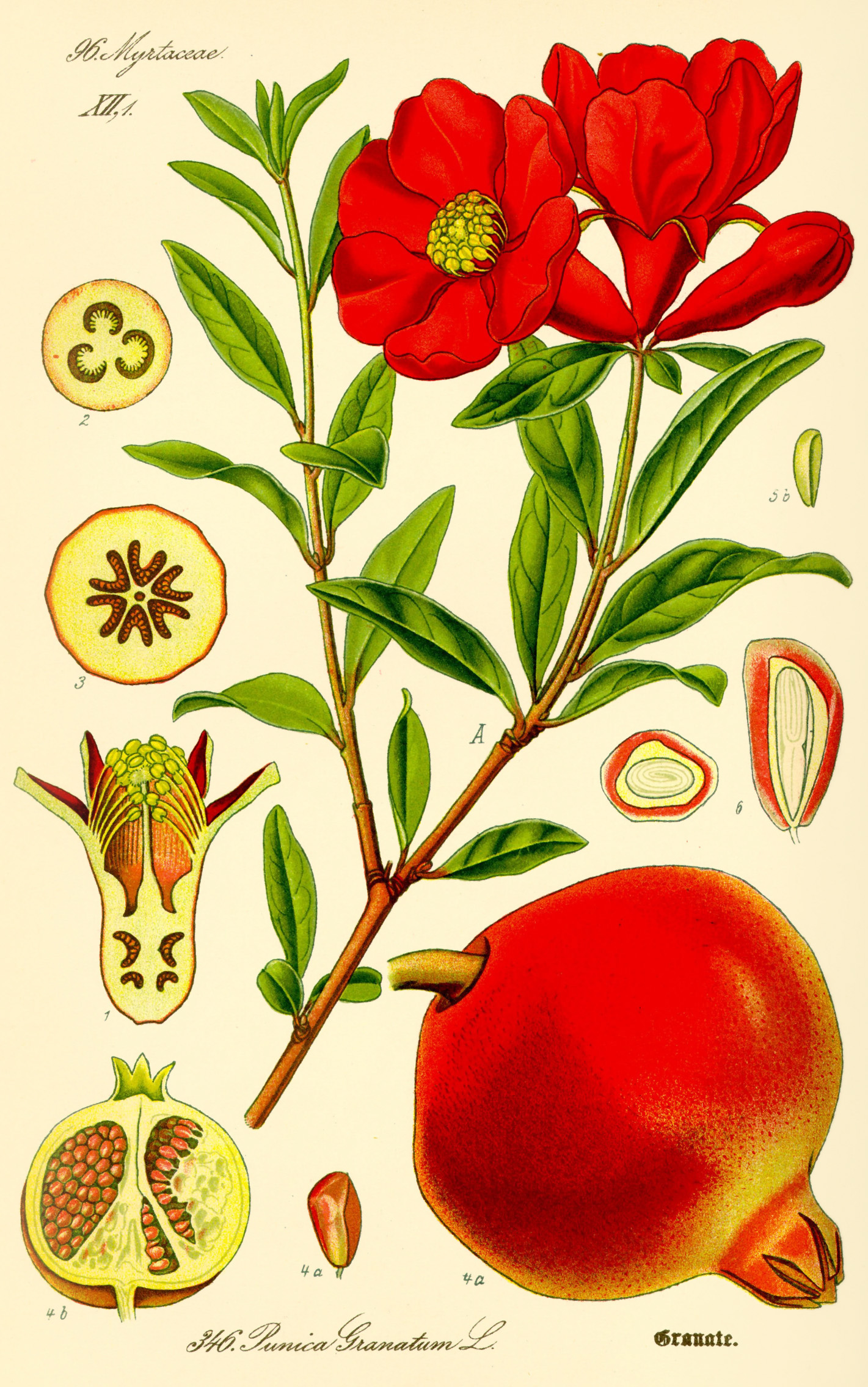
석류나무(Punica granatum L.)
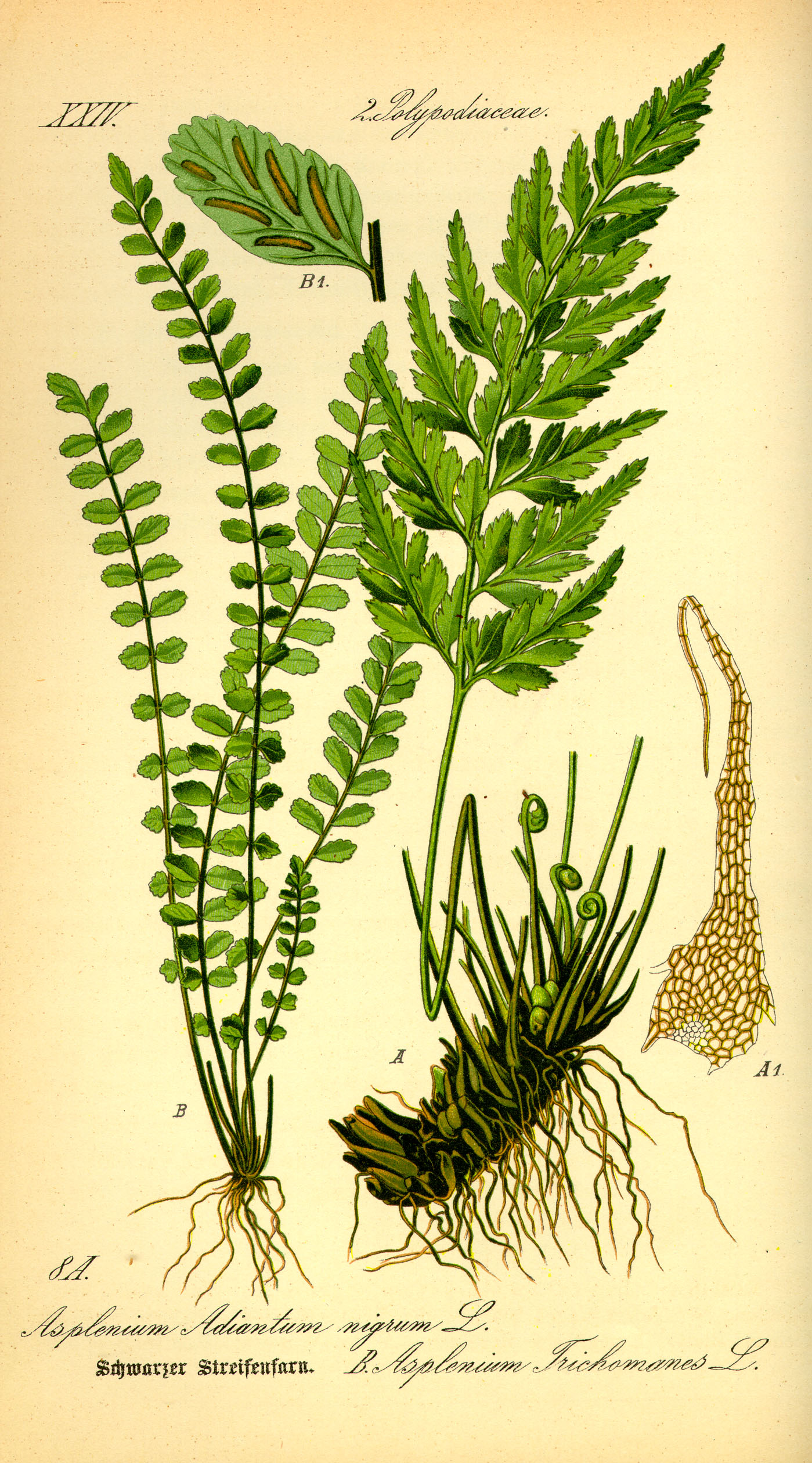
차꼬리고사리(Asplenium trichomanes L.)
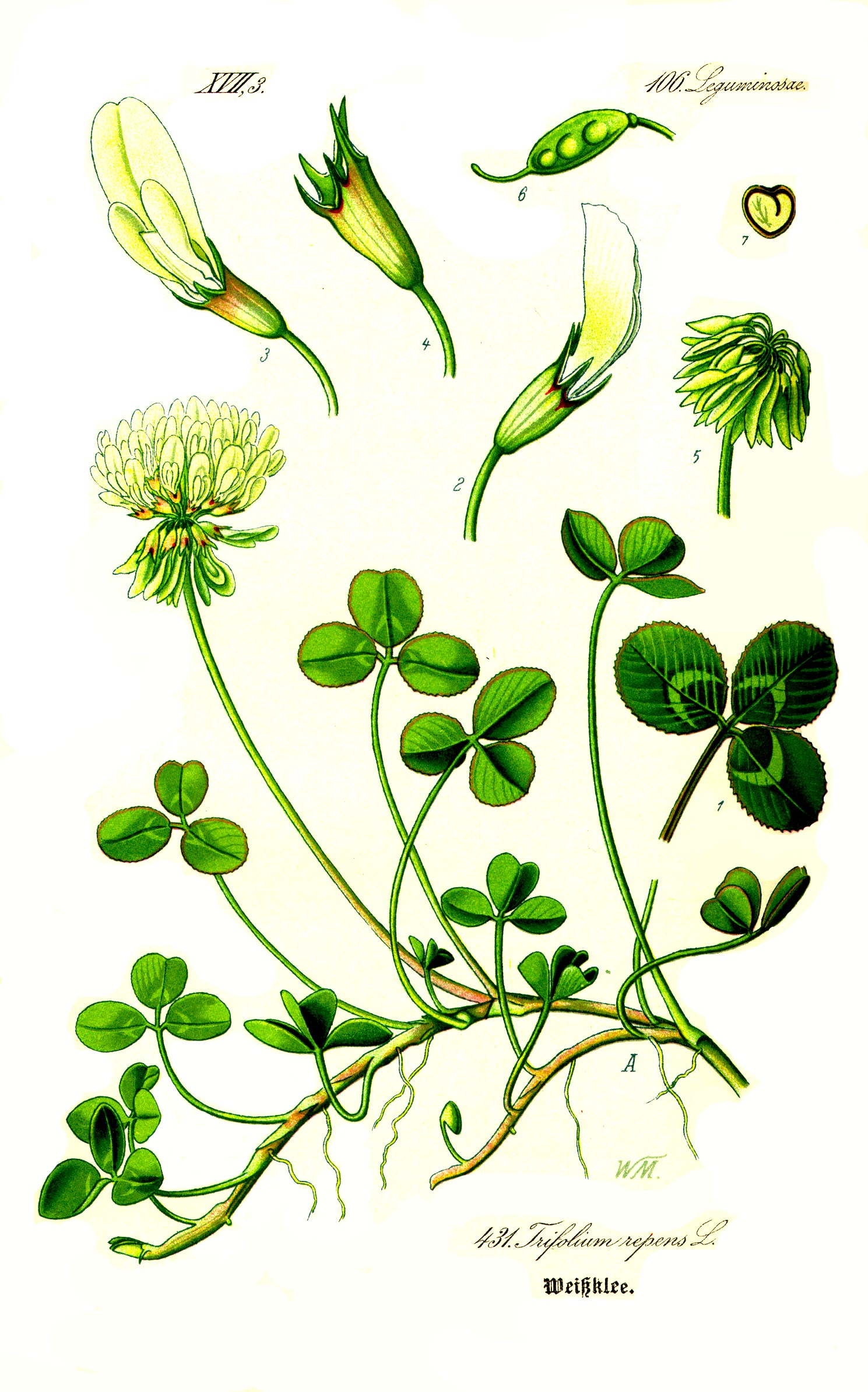
토끼풀(Trifolium repens L.)

## 위키 공용
- 위키미디어 공용에 오토 빌헬름 토메 관련 미디어 분류가 있습니다.